# 学校法人関西大学

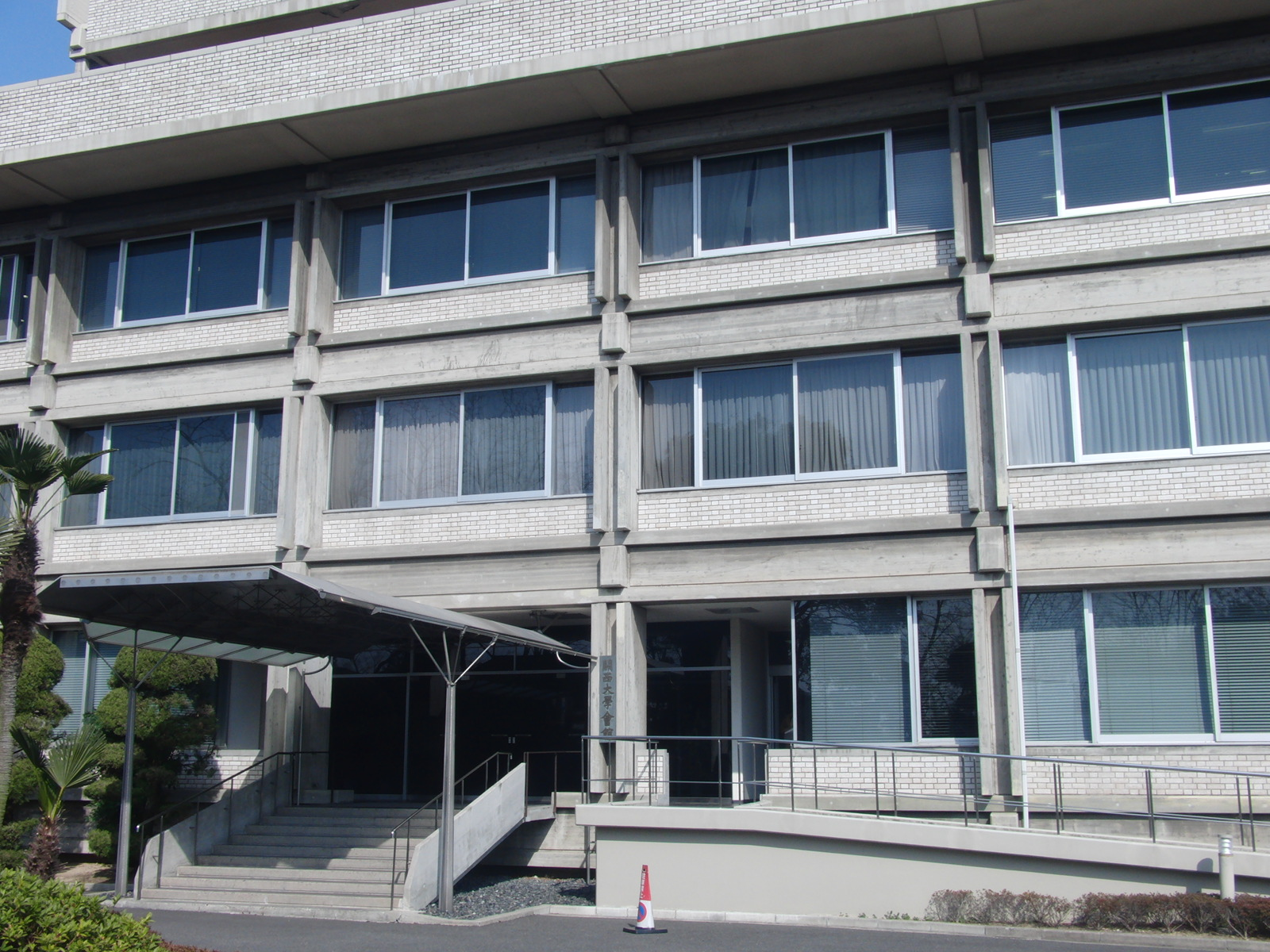
関西大学会館（千里山）

学校法人関西大学（がっこうほうじんかんさいだいがく）は、日本の学校法人の1つ。1886年設立の関西法律学校を起源とする。法人本部を大阪府吹田市に置く。

## 沿革

### 年表

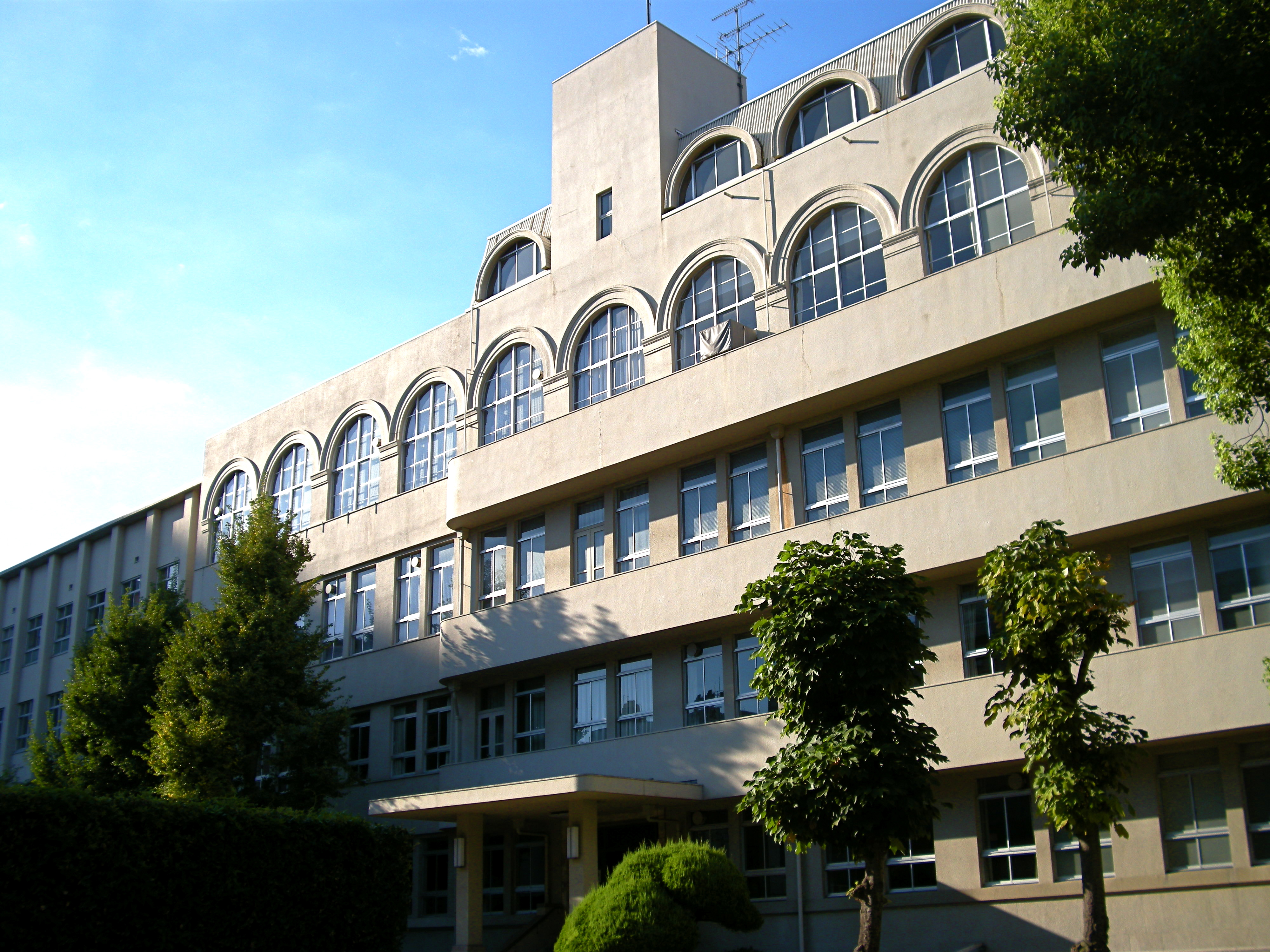
旧天六学舎本館（1935年から1965年までは法人本部が置かれていた）

- 1886年（明治19年）11月 - 関西法律学校の設立・開校（初代校主・吉田一士、初代校長・小倉久）。
- 1890年5月 - 関西法律学校校員規則を制定。.
- 1899年10月 - 定款作成委員会で定款を議決。
- 1900年7月 - 社団法人の設立認可を取得。
- 1901年7月 - 定款を変更し、社団法人私立関西法律学校を設立。
- 1904年1月 - 専門学校準拠による関西法律学校の認可。
- 1905年1月 - 社団法人私立関西大学に改組・改称。
- 1912年（大正元年）8月 - 関西甲種商業学校（関甲）の設立が認可。
- 1919年12月 - 社団法人解散決議書、財団法人設立許可申請書、関西大学寄附行為その他の書類を文部省に提出。
- 1920年3月 -　財団法人関西大学に改組・改称。
- 1922年6月 - 大学令準拠の関西大学の認可。
- 1924年4月 - 関西大学第二商業学校を設立。
- 1927年3月 - 大学部本館（千里山）竣工。
- 1935年（昭和10年）3月 - 大学本部（天六）竣工。
- 1936年5月 - 創立50周年記念式典を挙行し『関西大学創立五十年史』を刊行。
- 1944年3月 - 関西大学第二商業学校廃止。
- 1944年4月 - 関西工業専門学校（1･2部）設立。
- 1945年6月 - 創立60周年記念式典を挙行.
- 1947年4月 - 学制改革にともなう関西大学第一中学校の設立。
- 1948年4月 - 学制改革にともなう関西大学付属第一高等学校の設立。
- 1949年3月 - 関西甲種商業学校の廃止。
- 1950年4月 - 新制関西大学および同短期大学部の発足。
- 1951年3月 - 学校法人関西大学に改組。関西工業専門学校廃止。
- 1955年11月 - 創立70周年記念式典を挙行。
- 1956年10月 - 東京連絡本部を開設。

- 1959年3月 - 短期大学部廃止。

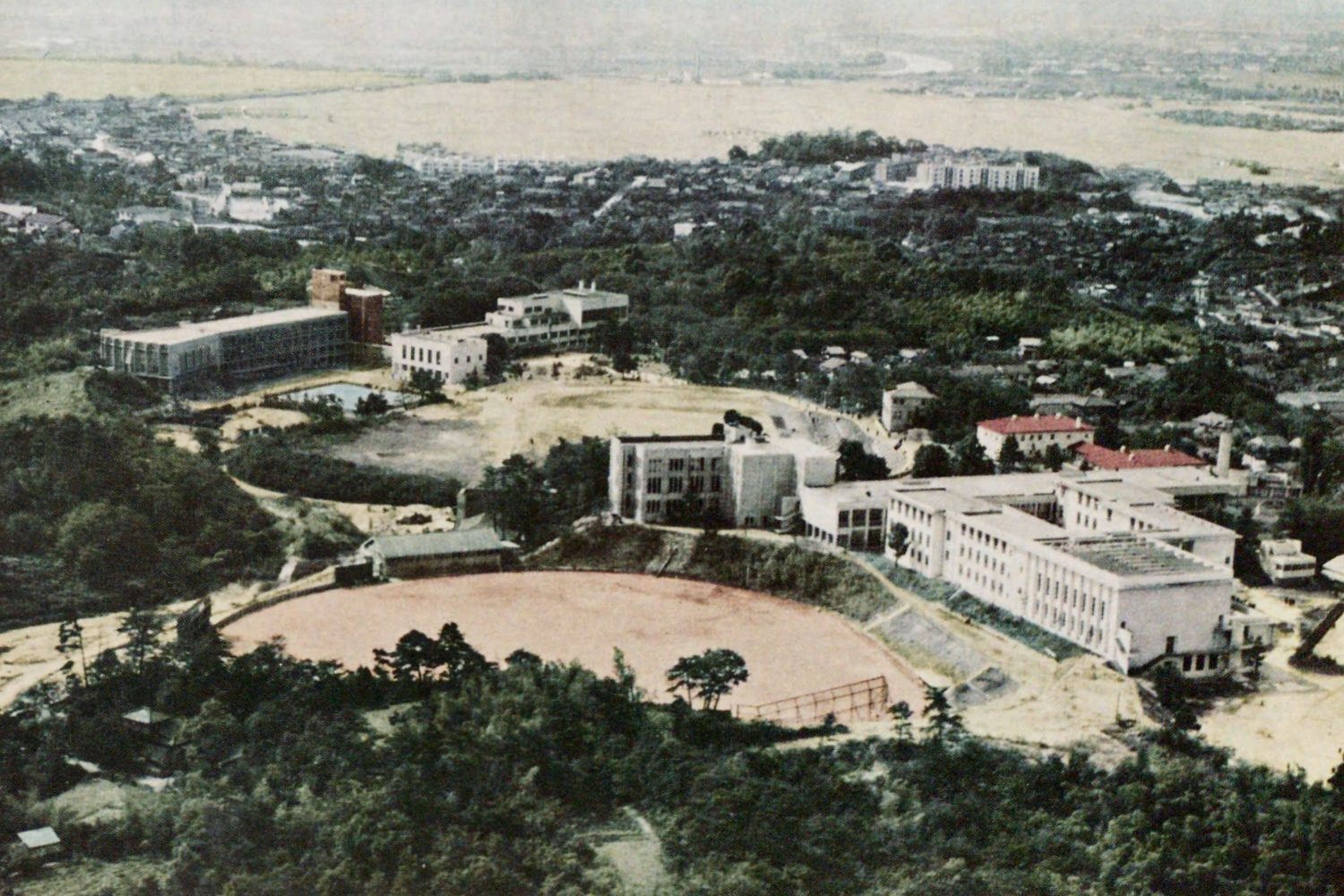
千里山学舎全景（1956年）

- 1965年10月 - 関西大学会館（千里山）竣工、法人本部機構と校友会本部が天六から千里山に移転。
- 1965年11月 - 創立80周年記念式典を挙行。
- 1975年11月 - 創立90周年記念式典を挙行。
- 1986年11月 - 創立100周年記念式典を挙行。
- 2006年（平成18年）11月 - 関西大学創立120周年記念式典を挙行。
- 2008年4月 - 北陽高等学校を運営する学校法人福武学園と合併。北陽高等学校は関西大学北陽高等学校と改称。
- 2010年4月 - 関西大学初等部・中等部・高等部の発足。
- 2015年11月 - 創立130周年記念式典を挙行。

### 創立者たち
特に注記のないものは発足時の役職。
- 吉田一士 - 創立者、初代校主
- 井上操 - 創立者、大阪控訴院評定官、大阪事件公判のため同院に開設された臨時重罪裁判所の裁判長。
- 小倉久 - 創立者、大阪控訴院検事、関西法律学校初代校長
- 志方鍛 - 創立者、大阪始審裁判所判事
- 堀田正忠 - 創立者、大阪控訴院検事
- 鶴見守義 - 創立者、大阪控訴院判事
- 手塚太郎 - 創立者、大阪始審裁判所検事
- 野村鉁吉 - 創立者、大阪始審裁判所検事
- 児島惟謙 - 名誉校員、大阪控訴院長
- 大島貞敏 - 名誉校員、大阪始審裁判所長
- 土居通夫 - 名誉校員、実業家
- 有田徳一 - 創立関係者、大阪府典事、のちの関西法律学校第3代校長

## 設置されている大学・学校
- 関西大学（大阪府吹田市、高槻市、堺市、大阪市北区に校地を持つ）
- 関西大学第一中学校・高等学校（大阪府吹田市）
- 関西大学北陽中学校・高等学校（大阪市東淀川区）
- 関西大学幼稚園（大阪府吹田市）
- 関西大学初等部・中等部・高等部（大阪府高槻市）

## 廃止された学校

### 旧制学校
- 関西甲種商業学校 - のち関西第一商業学校と改称。関西大学第一中学校・高等学校の前身校。
- 関西第二商業学校 - 戦時中に廃止。
- 関西工業専門学校 - 戦時中に設立され、戦後廃止。

### 新制学校
- 関西大学短期大学部

### 学校法人関西大学と学校法人福武学園の合併
学校法人関西大学と学校法人福武学園（北陽高等学校を運営）が2008年4月1日に合併した。これは、関西大学側が併設校の増設を検討していた際に福武学園からの合併の申請があり、検討の結果実現したものである。
この統合により学校法人福武学園は解散、北陽高等学校は「関西大学北陽高等学校」に改称した。

## 学校法人関西大学理事長一覧
- 関西大学年史編纂室